# Амида (город)
Амида (арам. ܐܡܝܕ, курд. Amеd, др.-греч. Ἆμιδα, арм. Ամիդ, тур. Diyarbakır) — древний сирийский город, располагавшийся в южной части восточной Турции, на территории современного турецкого города Диярбакыр. Аммиан Марцеллин и Прокопий Кесарийский относили его к Месопотамии, однако, по мнению Дж. Лонга, более правильно было бы его рассматривать, как относящийся к Великой Армении. Город располагался на правом берегу Тигра и был окружён высокими прочными стенами.
Часть самой крепости может датироваться IV веком до н. э.; средневековые стены, скорее всего, содержат материалы, взятые из дворца более ранней эпохи.
Благодаря своему выгодному положению, территория, где позднее была построена Амида, с древнейших времен привлекала внимание правителей местных государств; в частности, это подтверждается тем фактом, что неподалёку от Амиды была обнаружена стела аккадского царя Нарам-Суэна — внука Саргона Древнего, датируемая приблизительно 2200 г. до н. э.
В XVI — ХIV веках до нашей эры входила в состав царства Арматана. Существовало с XVI века до н. э. по XIV век до н. э., которое некоторое время находилось под властью соседнего государства Хайаса, жители которых участвовали в этногенезе древних армян на рубеже II—I тысячелетий до нашей эры
В XIV—IX веках до нашей эры входила в состав прото-армянского государства Арме (известное также под названиями «Армеуни», «Урмеуини», «Армани»), население которого в XIII—VII веках до нашей эры участвовало в этногенезе армян
Амида была столицей арамейского царства Бит-Замани начиная с XIII века до н. э.
В IХ — VII веках до нашей эры был предметом территориальных споров между Урарту и Ассирией.
В VI—IV веках до нашей эры входил в состав Армянской сатрапии
В IV—III веках до нашей эры принадлежал Армянскому Айраратскому царству
В II—I веках до нашей эры входил в состав Великой Армении
В 66 году до н. э. город перешёл под римское владычество и получил название «Амида».
В 65 году до н. э. вернулся в состав Великой Армении
В 387 году отошел к Римской империи и стал центром провинции «Четвертая Армения»
Он был расширен и укреплён при Констанции II, в царствование которого в 359 году был осаждён и захвачен после 73-дневной осады сасанидским царём Шапуром II. Римские солдаты и большая часть населения города были убиты персами. Достаточно подробное описание осады дал Аммиан Марцеллин, который находился среди осажденных. К 363 году Амида вновь находилась в составе Римской империи, поскольку известно, что, согласно Нисибисскому мирному договору 363 г., жители уступленного Римом Ирану Нисибиса, не пожелав переходить под власть персов, переселились в Амиду.
Амида была осаждена сасанидским шахиншахом Кавадом I в ходе ирано-византийской войны в течение осени и зимы 502—503 годов. Осада оказалась существенно сложнее, чем предполагал Кавад; защитники города без поддержки войска три месяца отражали атаки персов, прежде чем стены города пали. В эту же войну римляне предприняли крайне неудачную попытку отбить город под предводительством военачальников Патрикия и Гипатия. В 504 году, однако, византийцы отвоевали город, и позднее (при Юстиниане I) его стены и укрепления были отремонтированы.
Сасаниды захватили город в третий раз в 602 году и удерживали более двадцати лет, пока император Ираклий I не отвоевал его обратно в 628 году. Наконец, в 639 году город был захвачен арабами и стал центром области Дияр-Бакр (дословно — «местопребывание [рода] Бакр», арабского племени, расселившегося там в VII в.).
В Амиде родились:
- Ефрем Антиохийский
- Исаак Антиохийский